# Gabriel Perreault
Gabriel Perreault (né le 7 mai 2005 à Sherbrooke dans la province de Québec au Canada) est un joueur canadien de hockey sur glace. Il évolue à la position d'attaquant dans la NCAA aux États Unis.

## Biographie

### Carrière junior
Gabriel rejoint le Programme nationale de développement américain en 2021. Lors de sa première saison, il inscrit un total de 80 en 98 matchs, toutes ligues confondues. Durant la deuxième saison, il réalise 177 points en 86 rencontres.
En prévision du repêchage de 2023, la centrale de recrutement de la LNH le classe au 10e rang des espoirs nord-américain chez les patineurs. Il est sélectionné en 23e position par les Rangers de New York.

### En équipe nationale
Gabriel représente sa nation lors du Championnat du monde moins de 18 ans en 2023. Il s'impose en finale face à la Suède, remportant la médaille d'or.

## Statistiques

### En club
| Saison    | Équipe         | Ligue |    | Saison régulière | Saison régulière | Saison régulière | Saison régulière | Saison régulière |   | Séries éliminatoires | Séries éliminatoires | Séries éliminatoires | Séries éliminatoires | Séries éliminatoires |
| Saison    | Équipe         | Ligue | PJ | B                | A                | Pts              | Pun              | PJ               | B | A                    | Pts                  | Pun                  |                      |                      |
| 2021-2022 | USNTDP Juniors | USHL  | 40 | 10               | 17               | 27               | 10               | -                | - | -                    | -                    | -                    |                      |                      |
| 2021-2022 | USNTDP U17     | USDP  | 51 | 18               | 32               | 50               | 12               | -                | - | -                    | -                    | -                    |                      |                      |
| 2021-2022 | USNTDP U18     | USDP  | 7  | 0                | 3                | 3                | 0                | -                | - | -                    | -                    | -                    |                      |                      |
| 2022-2023 | USNTDP Juniors | USHL  | 23 | 19               | 26               | 45               | 8                | -                | - | -                    | -                    | -                    |                      |                      |
| 2022-2023 | USNTDP U18     | USDP  | 63 | 53               | 79               | 132              | 8                | -                | - | -                    | -                    | -                    |                      |                      |

### En équipe nationale
| Année | Équipe         | Compétition                          |   | PJ | B  | A  | Pts | Pun           |  | Résultat |
| 2023  | États-Unis U18 | Championnat du monde moins de 18 ans | 7 | 5  | 13 | 18 | 0   | Médaille d'or |  |          |

## Trophées et honneurs personnels

### Championnat du monde des moins de 18 ans
- Médaille d'or en 2023